# Aberdaria ligulata
Aberdaria ligulata là một loài nhện trong họ Linyphiidae. Chúng được Åke Holm miêu tả năm 1962, và chỉ được tìm thấy ở Kenya.